# 夏畈镇
夏畈镇，是中华人民共和国江西省九江市瑞昌市下辖的一个乡镇级行政单位。

## 行政区划
夏畈镇下辖以下地区：
花园墩社区、船机厂社区、三眼村、夏畈村、南林村、港南村、瑞城门村、禁地村、铜岭村、北联村、百花村、南畈村、新桥村和小桥村。